# Schieferrückentapaculo

Verbreitungsgebiet (grün) des Schieferrückentapaculos in Peru

Der Schieferrückentapaculo (Scytalopus femoralis, Syn.: Pteroptochus femoralis) zählt innerhalb der Familie der Bürzelstelzer (Rhinocryptidae) zur Gattung Scytalopus.
Früher wurde diese Art mit Weißscheiteltapaculo (Scytalopus atratus), Weißkronentapaculo (Scytalopus bolivianus), Dunkelrückentapaculo (Scytalopus micropterus) und Santa-Marta-Tapaculo (Scytalopus sanctaemartae) jeweils als Unterarten (Ssp.) zusammengefasst unter der Bezeichnung Rotbauchtapaculo, aufgrund von Unterschieden in der Lautgebung jetzt in selbständige Arten abgetrennt.
Die Art ist in Peru endemisch von der Region Amazonas bis Region Junín.
Das Verbreitungsgebiet umfasst Unterholz im tropischen oder subtropischen feuchten Bergwald und Waldrändern zwischen 1400 bzw. und 2200 bzw. 2300 und örtlich bis 2550 m Höhe. Weiter oberhalb befindet sich der Lebensraum des Trillertapaculos (Scytalopus parvirostris), weiter unterhalb der des Weißscheiteltapaculos (Scytalopus atratus), allerdings mit breiter Überlappungszone.
Das Artepitheton kommt von lateinisch femur ‚Oberschenkel‘.

## Merkmale
Der Vogel ist 12 bis 13 cm groß, das Männchen wiegt zwischen 21 und 28, das Weibchen zwischen 20 und 24 g. Die Art ist für einen Tapaculo ziemlich groß, insgesamt grau, auf der Oberseite dunkelgrau, blasser auf der Unterseite mit rotbraunen, schwarz gebänderten Flanken und einem relativ langen Schwanz. Der Scheitel ist dunkelgrau, oft mit etwas Braun, der Rumpf und die Schwanzoberseite sind dunkel rötlichbraun, die Schwanzdecken schwarz gebändert. Die Flügel sind dunkel, die inneren Steuerfedern oft dunkelbraun mit schwarzer Terminalbinde. Kehle und Brust sind blassgrau, die Iris dunkelbraun, der Schnabel schwärzlich, die Füße blass bis dunkelbraun. Jungvögel sind auf der Oberseite braun und schwarz gebändert, auf der Unterseite gelbbraun mit dunkler Bänderung, die Flanken sind rötlich bis zimtfarben braun und nur diskreter Bänderung.
Die Art ist monotypisch.

## Stimme
Der Gesang wird als schneller werdende Folge einer zweiteiligen Melodie beschrieben.

## Lebensweise
Über Lebensweise, Nahrung und Brutzeit ist nichts Genaues bekannt.

## Gefährdungssituation
Der Bestand gilt als nicht gefährdet (Least Concern).